# West of Zanzibar
Los pantanos de Zanzibar (en el original en inglés, West of Zanzibar) es una película muda estadounidense de 1928 dirigida por Tod Browning. La historia se centra en un mago (Lon Chaney) traicionado por su esposa, que resulta parapléjico tras una pelea con su rival (Lionel Barrymore). El reparto incluye a Mary Nolan y Warner Baxter. La película se basa en una obra de Broadway de 1926 llamada Kongo protagonizada por Walter Huston. Huston protagonizó en 1932 la adaptación en película sonora de la misma historia, que tuvo como título también Kongo. West of Zanzibar es también conocida entre los fanes de las películas de terror por secuencias que Browning filmó pero que no incluye la única copia conservada; en particular, Phroso (Chaney) actuando después de su accidente como hombre pato en una barraca de feria y las escenas que muestran a Phroso y su troupe desembarcando en África. La otra escena perdida es cuando van a buscar a la chica al club de alterne y se sugería que trabajaba allí de prostituta y había contraído sífilis, que fue censurada y eliminada en muchas partes al considerarla excesivamente inmoral.

## Trama
Anna (Jacqueline Gadsden) no sabe cómo decir a su enamorado marido el mago profesional, Phroso (Lon Chaney), que va a dejarle. Su amante, Crane (Lionel Barrymore), es quien informa a Phroso en su camerino tras una actuación que va a irse con Anna a África, empujando al marcharse al angustiado marido con tal fuerza que cae por encima de la barandilla del pasillo y queda lisiado, perdiendo el uso de sus piernas. Un año después, Phroso se entera de que Anna ha regresado. Encuentra a su mujer muerta en una iglesia ante el altar, con una bebé a su lado. Jura vengarse de ambos, Crane y la criatura.
Dieciocho años más tarde, Phroso gobierna un pequeño puesto comercial habitado por Doc (Warner Baxter), Babe (Kalla Pasha), Tiny (Tiny Ward) y el nativo Bumbu (Curtis Nero) en la jungla africana al oeste de Zanzíbar. A través de sus trucos mágicos, domina a la tribu local. Sus hombres roban marfil repetidamente al comerciante Crane disfrazando a Tiny como un espíritu vudú del Mal para asustar a los porteadores de Crane. Entretanto, Phroso ahora conocido como 'Piernas Muertas' envía a Babe para traer con él a la rubia Maizie (Mary Nolan) de la "inmersión más baja en Zanzíbar", donde Phroso la ha criado. Solo le dicen que finalmente conocerá a su padre.
Cuando llega, Phroso niega ser el padre de Maizie (para gran alivio de ella), pero se niega a decirle por qué la ha traído allí y la trata con odio nada disimulado. La primera noche, presencia una horrible costumbre tribal: cuando un hombre muere, su mujer o hija son quemadas vivas en su pira funeraria. A medida que pasan los días, Maizie gradualmente se gana el corazón del perpetuamente bebido Doc. Sin embargo, Phroso la convierte en una alcohólica.
Phroso envía un mensaje a Crane sobre dónde puede encontrar al ladrón de su marfil. Cuando Crane aparece, Phroso le dice que Maizie es su hija. Para su sorpresa, rompe a reír. Crane informa a Phroso que Anna nunca fue con él porque le odiaba por haber dejado paralítico a su marido. Maizie es de hecho la hija de Phroso. Antes de que pueda asimilar la noticia, el siguiente paso de su plan de venganza se desata; los indígenas disparan y matan a Crane.
Phroso utiliza un truco mágico para intentar salvar a Maizie de ser quemada viva. Con los indígenas mirando, la pone en su viejo ataúd de madera con una salida secreta y lo cierra. Cuando lo reabre, hay en su interior un esqueleto de utilería. Entretanto, Doc, Maizie y los demás huyen en barca por el río. Sin embargo, los indígenas no creen la afirmación de Phroso de que un espíritu maligno se ha apoderado de Maizie. La pantalla se funde a negro mientras los indígenas rodean a Phroso. Más tarde, unos nativos sacan un medallón de entre las cenizas de una hoguera, el mismo medallón que colgaba del cuello de Phroso.

## Reparto
- Lon Chaney como Phroso ("Piernas Muertas")
- Lionel Barrymore como Crane
- Mary Nolan como Maizie
- Warner Baxter como Doc
- Jacqueline Gadsden como Anna
- Tiny Ward como Tiny
- Kalla Pasha como Babe
- Curtis Nero como Bumbu
- Chaz Chase como Intérprete de music hall (sin acreditar)
- Rose Dione como propietaria del Club Zanzíbar (sin acreditar)
- Louise Emmons como anciana en la calle (sin acreditar)
- Fred Gamble como comediante de vodevil (sin acreditar)
- Emmett King como mánager (sin acreditar)
- Dick Sutherland como caníbal (sin acreditar)
- Edna Tichenor como bailarina en el Club Zanzíbar (sin acreditar)
- Art Winkler como escenógrafo (sin acreditar)
- Dan Wolheim como cliente en el Club Zanzíbar (sin acreditar)
- Zalla Zarana como mujer en la barra del bar del Club Zanzíbar (sin acreditar)

## Recepción
La revista de la industria del cine Harrison's Report advirtió a sus lectores, "Si corre Al oeste de Zanzibar, correrá el riesgo de alienar a muchos de sus clientes regulares." A pesar de ello, la película fue un éxito, tanto a nivel nacional como internacionalmente, a pesar de que tuvo problemas de censura en la colonia británica de Tanganica por su retrato del África Negra. Después del estreno de la película, otra revista de comercio, Motion Picture News, aconsejó "Si no tiene un letrero de "Solo gente de pie" en su sala de cine ...  es mejor que encargue uno antes de reproducir esta obra."
En una revisión mucho más reciente, Dennis Schwartz la describió como "una reliquia extrañamente curiosa", pero alabó el "virtuoso rendimiento de Chaney".